# 比約恩森鎮區 (北達科他州麥克亨利縣)
比約恩森鎮區（英語：Bjornson Township）是位於美國北達科他州麥克亨利縣的一個鎮區。

## 地方資料
比約恩森鎮區的面積為92.60平方千米，當中陸地面積為91.87平方千米，而水域面積為0.73平方千米。根據2020年美國人口普查的數據，當地共有人口34人，而人口密度為每平方千米0.37人。